# Oscar Gustave Rejlander

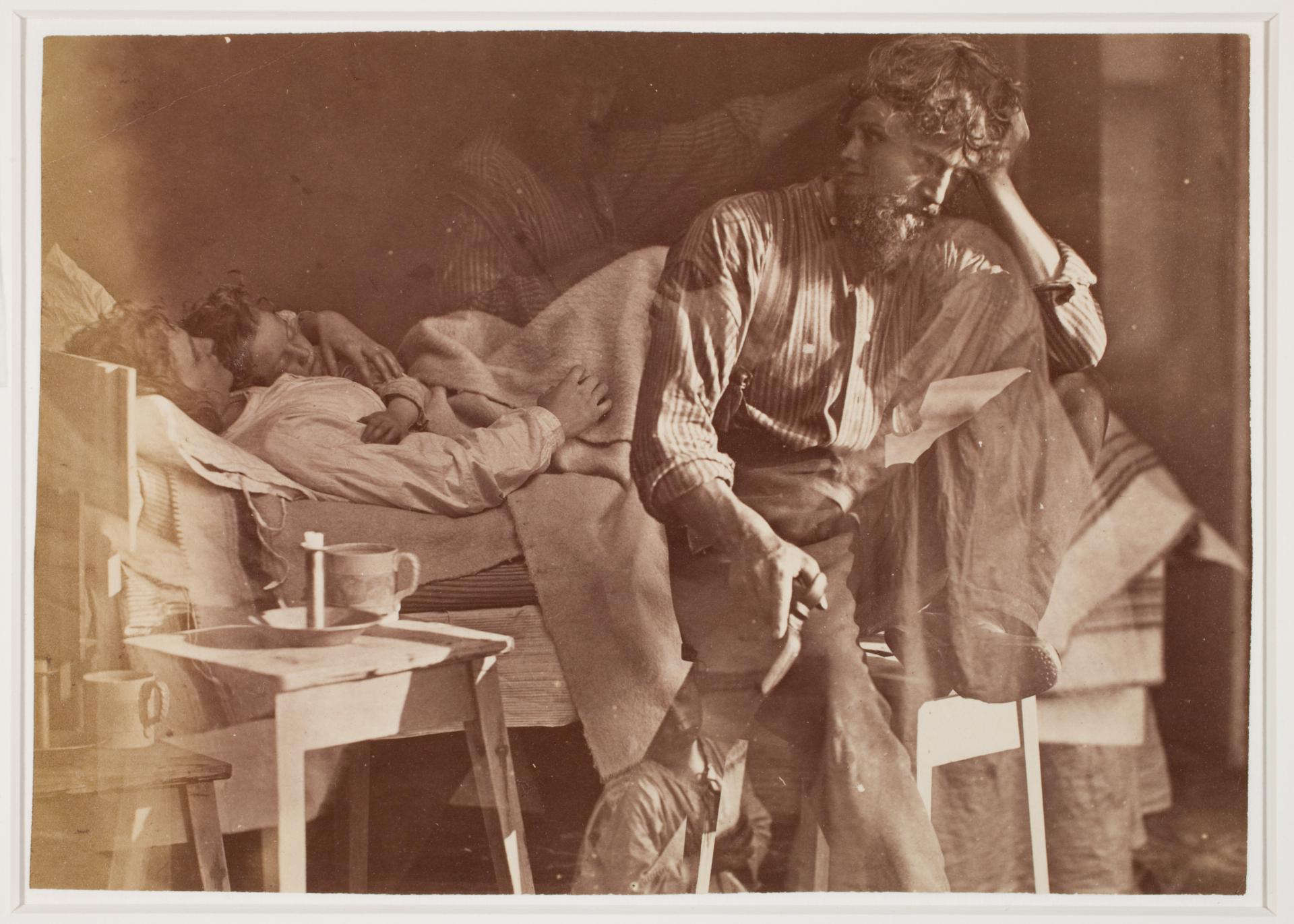
Rejlander, Ciężkie czasy, ok. 1860

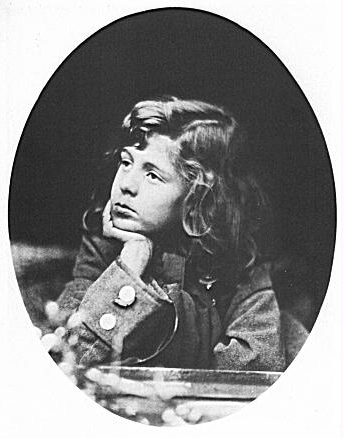
Rejlander, Hallam Tennyson, 1863

Oscar Gustave Rejlander (ur. 19 października 1813 w Szwecji, zm. 18 stycznia 1875 w Londynie) – brytyjski fotograf epoki wiktoriańskiej. Z pochodzenia Szwed. Autor fotograficznych portretów, scen rodzajowych i alegorycznych, jako jeden z pierwszych posługiwał się techniką fotomontażu.
Niewiele wiadomo o jego młodości. Uczył się malarstwa i litografii w Rzymie; na kontynencie zapoznał się z dziełami dawnych mistrzów malarstwa. W 1841 przeniósł się na stałe do Anglii. Fotografią zainteresował się w latach 1852-3, a poświęcił jej się w 1855. Od tego czasu wielokrotnie uczestniczył w wystawach w Wielkiej Brytanii i w Europie.
Okres działalności Rejlandera przypadł na czasy, gdy żywa była dyskusja nad tym, czy fotografia jest sztuką. Jego próby posługiwania się w fotografii estetyką i regułami zaczerpniętymi z tradycyjnych dziedzin sztuki (zwłaszcza malarstwa) zazwyczaj spotykały się z pozytywnymi opiniami współczesnych mu krytyków. Za życia znany był przede wszystkim jako autor zdjęć rodzajowych, podczas gdy dziś kojarzony jest jako autor kompozycji o wysokich aspiracjach artystycznych (jak Dwie drogi życia), których w istocie wykonał zaledwie kilka, i to na początku swojej działalności. Dwie drogi życia (1857) – najbardziej znane zdjęcie z dorobku Rejlandera – jest fotomontażem o dużych rozmiarach (80 × 40 cm), na który złożyło się trzydzieści negatywów. Oparty na fresku Szkoła Ateńska Rafaela, w sposób alegoryczny przedstawia wybór pomiędzy dobrem i złem. Dwóm młodzieńcom, stojącym w centrum, ukazane są dwie drogi życiowe: droga uczciwości i pracy oraz droga grzechu i lenistwa. Kompozycję tę zakupili dla siebie królowa Wiktoria i książę Albert, a mimo to – i mimo swego wyraźnie moralizatorskiego tonu i wiktoriańskiej estetyki – zdjęcie wywołało oburzenie ze względu na obecność aktów. Zasłonięto je podczas prezentacji dzieła w 1858 roku.
Rejlander wykonał wiele portretów, przedstawiających m.in. Alfreda Tennysona, Charlesa Darwina czy Lewisa Carrolla. Ponadto tworzył sceny rodzajowe, takie jak fotomontaż Ciężkie czasy.